# Cidadania póstuma
Cidadania póstuma é uma forma de cidadania honorária concedida por determinados países a imigrantes ou outros estrangeiros após a morte destes.

## Israel
No final da década de 1940, Mordechai Shenhavi, um dos primeiros apoiadores da criação de um memorial nacional israelense, cujos esforços levaram à construção do Yad Vashem, também fez a primeira proposta de concessão de cidadania póstuma por parte de Israel a todas as vítimas do Holocausto. Os especialistas jurídico-legislativos do país estudaram a ideia, mas o governo decidiu dar seguimento primeiramente à construção do memorial, deixando a proposta de cidadania póstuma para depois. Houve oposição ao plano de Shenhavi, especialmente por parte de Jacob Blaustein do American Jewish Committee e como consequência, o governo israelense naquele momento optou por não fazer uma concessão geral de cidadanias póstumas, preferindo concedê-las somente após requisição de parentes ou amigos dos falecidos.
No entanto, in 1985, Israel concedeu a cidadania póstuma aos seis milhões de judeus que foram vitimados pelo Holocausto. Após o  Knesset ter aprovado a decisão, o ministro israelense da Educação, Yitzhak Navon, assinou uma proclamação concedendo a cidadania póstuma.

## Países Baixos
A lei de nacionalidade dos Países Baixos não estabelece forma de concessão para cidadania póstuma. Em 2004, um programa de televisão sobre Anne Frank (1929-1945) despertou o interesse público na questão de concessão de cidadania póstuma. Anne mudara-se para os Países Baixos em 1933, juntamente com a família, fugindo das restrições impostas pela Alemanha nazista e seu país tornou-se cidadão neerlandês após morte dela. A porta-voz do Ministério da Imigração, Rita Verdonk, declarou que a instituição buscava encontrar uma maneira de realizar isto, mas expressou a dúvida de sua realização. Entretanto, a proposta não teve apoio irrestrito; Patricia Bosboom, do museu Casa de Anne Frank declarou: "Ela era tão neerlandesa quanto podia ser. Dar-lhe a cidadania [agora] não lhe acrescentaria nada", enquanto David Barnouw, do Instituto Neerlandês de Documentação de Guerra descreveu a proposta como insultosa às outras vítimas do Holocausto. Por fim, Anne Frank não recebeu a cidadania conforme a proposta.

## Estados Unidos
Nos Estados Unidos, a legislação Pub.L. 101–249 (8 U.S.C. §§ 1440–1441) permite aos parentes próximos de não cidadãos norte-americanos que tenham morrido em função de ferimentos causados durante serviço ativo nas Forças Armadas do país requererem ao Secretário de Segurança Nacional a concessão de cidadania póstuma ao falecido. Este é um status honorário que não confere qualquer benefício à possibilidade de imigração por parte dos parentes do falecido. Nas décadas de 2000 e de 2010, havia aproximadamente 30000 a 40000 membros das Forças Armadas dos EUA em serviço ativo que não eram cidadãos americanos; em 2007, um total de 59 não cidadãos morreram em serviço ativo recebeu a concessão de cidadania póstuma. O processo de concessão de cidadania póstuma não é automático e requerer a apresentação de um formulário, mas as famílias de soldados mortos em combate têm sugerido a concessão automática e vários membros do Congresso têm apresentado propostas com esta finalidade.
Também têm havido clamores pela concessão de cidadania póstuma a outros indivíduos ou grupos. Em 2004 e novamente em 2007, o congressista Steve Israel patrocinou uma proposta de lei para conceder cidadania póstuma a Anne Frank. O primo dela, Bernhard Elias, expressou dúvidas sobre a ideia, declarando que a própria Anne queria ser neerlandesa. A diretora do Instituto de Estudos Judaicos da Universidade Emory, Deborah Lipstadt, declarou que os Estados Unidos não tinham direito a clamar o legado de Frank após terem rejeitado os esforços da família dela e de milhares de outros refugiados judeus vindos da Europa em imigrar para os EUA nos primeiros anos da II Guerra Mundial.
Em 2013, Daniel Swalm, o neto de uma mulher de Minnesota que perdera a cidadania americana em função da Seção 3 do Expatriation Act de 1907 por ter se casado com um imigrante sueco e morrido sem ter reavido a cidadania, começou a fazer lobby no Congresso pela concessão de cidadania póstuma a mulheres na condição de sua avó. Ele contatou o senador por seu estado Al Franken, que em 2014 patrocinou uma resolução (S.Res. 402) expressando pesar pela lei de 1907.